# داوی رانکان
داوی رانکان (به پرتغالی: Davi Alexandre Rancan) مدافع اهل برزیل است که در شهر سائوپائولو و در تاریخ ۲۲ سپتامبر ۱۹۸۱ به دنیا آمده‌است.
داوی رانکان در تیم‌های فوتبال سانتوس caps سابقهٔ حضور دارد.